# The Purple Album
 (décembre 2023).
La mise en forme du texte ne suit pas les recommandations de Wikipédia : il faut le « wikifier ».
Les points d'amélioration suivants sont les cas les plus fréquents :
- Les titres sont pré-formatés par le logiciel. Ils ne sont ni en capitales, ni en gras.
- Le texte ne doit pas être écrit en capitales (les noms de famille non plus), ni en gras, ni en italique, ni en « petit »…
- Le gras n'est utilisé que pour surligner le titre de l'article dans l'introduction, une seule fois.
- L'italique est rarement utilisé : mots en langue étrangère, titres d'œuvres, noms de bateaux, etc.
- Les citations ne sont pas en italique mais en corps de texte normal. Elles sont entourées par des guillemets français : « et ».
- Les listes à puces sont à éviter, des paragraphes rédigés étant largement préférés. Les tableaux sont à réserver à la présentation de données structurées (résultats, etc.).
- Les appels de note de bas de page (petits chiffres en exposant, introduits par l'outil «  Source ») sont à placer entre la fin de phrase et le point final[comme ça].
- Les liens internes (vers d'autres articles de Wikipédia) sont à choisir avec parcimonie. Créez des liens vers des articles approfondissant le sujet. Les termes génériques sans rapport avec le sujet sont à éviter, ainsi que les répétitions de liens vers un même terme.
- Les liens externes sont à placer uniquement dans une section « Liens externes », à la fin de l'article. Ces liens sont à choisir avec parcimonie suivant les règles définies. Si un lien sert de source à l'article, son insertion dans le texte est à faire par les notes de bas de page.
- La présentation des références doit suivre les conventions bibliographiques. Il est recommandé d'utiliser les modèles {{Ouvrage}}, {{Chapitre}}, {{Article}}, {{Lien web}} et/ou {{Bibliographie}}. Le mode d'édition visuel peut mettre en forme automatiquement les références.
- Insérer une infobox (cadre d'informations à droite) n'est pas obligatoire pour parachever la mise en page.

Pour une aide détaillée, merci de consulter Aide:Wikification.
Si vous pensez que ces points ont été résolus, vous pouvez retirer ce bandeau et améliorer la mise en forme d'un autre article.
The Purple Album est le douzième album studio du groupe hard rock britannique Whitesnake. Il contient des remakes de chansons du groupe Deep Purple Mark III et Mark IV, lorsque le chanteur soliste de Whitesnake, David Coverdale, en était membre. Il est sorti le 29 avril au Japon, le 15 mai en Europe, le 18 mai au Royaume-Uni et le 19 mai 2015 aux États-Unis via Frontiers Records. Le 8 septembre 2023, Whitesnake et RHINO ont réédité The Purple Album: Special Gold Edition pour célébrer le 50e anniversaire de l'ère Coverdale avec Deep Purple, outre le remixage et la remasterisation, "présente des enregistrements inédits, y compris la démo même qui a assuré la place de Coverdale avec Deep Purple."

## Histoire
Une collection de chansons réenregistrées de l'époque où Coverdale était chanteur avec Deep Purple, l'idée est née des discussions que lui et Jon Lord ont eues sur une éventuelle réunion de Mark III quelques années plus tôt. Après la mort de Lord en 2012, Coverdale a discuté de l'idée avec Ritchie Blackmore, mais ils n'ont pas réussi à se mettre d'accord sur la nature de l'entreprise. Coverdale a alors décidé d'aller de l'avant avec le projet sous la bannière Whitesnake. À l'origine, l'idée a été acclamée par l'épouse de Coverdale, Cindy, « qui m'a suggéré de le considérer comme un projet Whitesnake » fin 2013. Il a décrit le disque résultant comme un hommage à son passage chez Deep Purple.
C'est également le premier album depuis Slip of the Tongue en 1989, avec le batteur Tommy Aldridge.
Whitesnake a lancé l'étape nord-américaine du Purple Tour en mai 2015. Le nouveau claviériste Michele Luppi a rejoint le groupe. Lors d'un concert en Californie, ils ont été rejoints sur scène par Glenn Hughes, ancien bassiste de Deep Purple de l'époque Coverdale. Ils ont également organisé des tournées japonaises en octobre et novembre.

## Réception
Performances commerciales
L'album a atteint le numéro 18 du UK Albums Chart et a culminé à la 2e position du UK Rock & Metal Albums Chart, tandis qu'aux États-Unis, il a culminé au numéro 87 du Billboard 200 avec des ventes de la première semaine d'environ 6 900 unités. Dans le classement des albums indépendants du Billboard, il a atteint la neuvième place et la huitième place dans le classement japonais des albums Oricon.
L'album a reçu des critiques majoritairement positives, mais a globalement polarisé les critiques négatives. Parmi les critiques favorables, Associated Press, tel que rapporté par le New York Times, a conclu que c'est bon d'entendre quelqu'un dépoussiérer ces morceaux et leur insuffler un peu de vie". Rick Ecker du New Noise Magazine a déclaré à propos des chansons que "vous obtenez le sentiment d'amour et de respect que Coverdale a pour eux et le temps qu'il a passé avec Deep Purple. La performance du groupe est fantastique avec la puissance et la douceur des chansons présentes, bien sûr, cela sonne plus moderne, mais ce n'est pas le cas. enlève la beauté de ces chansons". Duane Vickers dans une critique de 4/5 pour KNAC a conclu que "du passé vient quelque chose de nouveau, fait en grand et bien fait. Nous voyons tellement d'albums de reprises sortir et nous repartons généralement en pensant qu'ils auraient dû laisser ça tranquille". " Le fait qu'un groupe ait influencé un artiste ne signifie pas toujours que cet artiste est capable de rendre justice à la chanson en la reprenant. Ne vous inquiétez pas avec M. Coverdale, c'étaient ses chansons et Whitesnake les berce fièrement. " Matthias Mineur dans une critique 6/7 pour le Metal Hammer allemand a également salué le fait que Coverdale ait donné de nouveaux arrangements aux chansons.
Cependant, d'autres critiques n'étaient pas encore très défavorables. Dave Everley pour Classic Rock lui a donné une critique de 1/5 en arguant qu'il n'est "pas difficile d'aimer les 13 chansons ici - c'est impossible", même si "soyons clairs ici. Whitesnake est l'un des grands groupes britanniques des 40 dernières années. , et Coverdale est l'un des meilleurs chanteurs de soul aux yeux bleus, point final" mais "cette parodie erronée d'un album ne fera pas seulement tourner Jon Lord dans sa tombe, elle fera aussi Ritchie Blackmore faire comme une Catherine Wheel aussi". Ulf Kubanke lui a également attribué une note de 1/5 et l'a considéré comme "très chic, mais sans aucun charisme", un "tableau si triste" que "jusqu'à présent, John Fogerty a détenu le record du moi le plus cohérent".
Répondant aux critiques négatives, Coverdale a proclamé : « Je n'ai pas de place dans ma vie pour les haineux ou les négationnistes. [...] Je ne dois rien à ces gens. De telles opinions ne signifient rien pour moi. »

## Contenu de l'album
| No  | Titre                                           | Original album             | Durée |
| --- | ----------------------------------------------- | -------------------------- | ----- |
| 1.  | Burn                                            | Burn (1974)                | 6:56  |
| 2.  | You Fool No One (interpolating "Itchy Fingers") | Burn                       | 6:23  |
| 3.  | Love Child                                      | Come Taste the Band (1975) | 4:13  |
| 4.  | Sail Away (featuring "Elegy for Jon")           | Burn                       | 4:53  |
| 5.  | The Gypsy                                       | Stormbringer (1974)        | 5:29  |
| 6.  | Lady Double Dealer                              | Stormbringer               | 3:59  |
| 7.  | Mistreated                                      | Burn                       | 7:39  |
| 8.  | Holy Man                                        | Stormbringer               | 4:42  |
| 9.  | Might Just Take Your Life                       | Burn                       | 4:14  |
| 10. | You Keep On Moving                              | Come Taste the Band        | 5:06  |
| 11. | Soldier of Fortune                              | Stormbringer               | 3:18  |
| 12. | Lay Down Stay Down                              | Burn                       | 3:52  |
| 13. | Stormbringer                                    | Stormbringer               | 5:17  |

| 14. | Lady Luck   | Come Taste the Band | 3:02 |
| 15. | Comin' Home | Come Taste the Band | 4:15 |

| 16. | Soldier of Fortune (alternate mix) | Stormbringer | 3:18 |

| 1.  | Burn                      | 6:50 |
| 2.  | Lay Down, Stay Down       | 3:56 |
| 3.  | Love Child                | 4:13 |
| 4.  | Holy Man                  | 4:48 |
| 5.  | The Gypsy                 | 5:29 |
| 6.  | Lady Double Dealer        | 3:56 |
| 7.  | Might Just Take Your Life | 4:36 |
| 8.  | Mistreated                | 7:37 |
| 9.  | Stormbringer              | 5:19 |
| 10. | Sail Away                 | 4:51 |
| 11. | You Keep On Moving        | 5:11 |
| 12. | Lady Luck                 | 3:03 |
| 13. | Coming Home               | 4:19 |
| 14. | You Fool No One           | 6:41 |
| 15. | Soldier of Fortune        | 3:21 |

| 1. | Burn (Live)            | 8:13 |
| 2. | The Gypsy (Live)       | 5:21 |
| 3. | Mistreated (Live)      | 7:55 |
| 4. | You Fool No One (Live) | 9:39 |
| 5. | Soldier of Fortune     | 3:53 |

| 6.  | Holy Man (Unzipped)                                              | 3:44 |
| 7.  | Stormbringer (Punch in the Nuts Mix)                             | 5:19 |
| 8.  | Love Child (Alternate Mix)                                       | 4:13 |
| 9.  | Soldier of Fortune (feat. Joel Hoekstra & The Hook City Strings) | 3:19 |
| 10. | Soldier of Fortune (feat. The Hook City Strings)                 | 3:18 |
| 11. | Soldier of Fortune (feat. The Hook City Strings) [Instrumental]  | 3:18 |

| 12. | Everybody's Talkin'                           | 2:45 |
| 13. | Get Ready                                     | 2:34 |
| 14. | Lonely Town, Lonely Street                    | 3:14 |
| 15. | Dancing in the Street                         | 4:32 |
| 16. | 1974 DC Demo Ideas for the Stormbringer Album | 5:57 |

### Whitesnake
- David Coverdale – chant, producteur, mixage
- Reb Beach – guitares, chœurs, producteur, mixage
- Joel Hoekstra – guitares, chœurs
- Michael Devin – basse, harmonica, chœurs
- Tommy Aldridge – batterie

### Musicien additionnel
- Derek Hilland - claviers

### Production
- Michael McIntyre - producteur, ingénieur du son, mixage
- David Donnelly - mastering